# Спивак, Григорий Вениаминович
Григо́рий Вениами́нович Спива́к (2 ноября 1900, Николаев, Николаевская область, Российская империя — 20 ноября 1989, Москва) — советский физик, доктор физико-математических наук, лауреат премии им. М. В. Ломоносова (1972).

## Биография
Окончил физико-математический факультет МГУ (1927). С 1931 года работал на физико-математическом факультете МГУ.
В 1935 г. без защиты диссертации присуждена учёная степень доктора физико-математических наук. В том же году утверждён в звании профессора. Работал на кафедре электронных и ионных процессов физического факультета МГУ.
В годы Великой Отечественной войны в эвакуации в Свердловске профессора МГУ Спивак и Э. М. Рейхрудель организовали в Свердловске цех регенерации электрических ламп накаливания, для производства которых были использованы кафедральные тяжёлые вакуумные насосы и оборудование, поставленное местными предприятиями. «Я превратился в инженера, — вспоминает профессор Григорий Вениаминович Спивак, — осваивающего технику восстановления старых ламп, которая в известном смысле была похожа на то, как теперь у человека меняют устаревшее сердце на новое. В колбе лампы сверху делают малое отверстие и через него специальным, довольно хитроумным инструментом разжимают „лапки“ перегоревшей нити, потом вводят новую нить и скрепляют её с вводами. Далее лампа поступала на обычные обработку и тренировку. Такой „хирургический“ механизм быстро освоил Уралмаш, гетерированные вольфрамовые нити были привезены мною из Москвы, и — работа закипела!». Цех по регенерации ламп, острейшую нужду в которых испытывала вся страна, был пущен в рекордно короткий срок — за 12 дней. Лампы шли на заводы Урала и другие предприятия, создававшие вооружение для Советской Армии. В последующем цех освоил производство довольно сложных взрывобезопасных ламп для шахт Свердловского рудоуправления. Опыт организации цеха и технология производства ламп были затем переданы ряду предприятий оборонной промышленности разных городов нашей страны.
Профессор, заведующий кафедрой электронной оптики и осциллографии (1947—1953), заведующий кафедрой электроники (1966—1985) физического факультета. Читал курсы лекций по физической электронике, электронной микроскопии, газокинетическим проблемам.
Область научных интересов: электрический разряд в газах, решение газокинетических проблем, физическая электроника, электронная микроскопия.
Автор более 300 научных работ, посвящённых исследованиям электрического разряда в газах и элементарных процессов в них, решению газокинетических проблем, физической электронике, электронной микроскопии и разнообразным практическим применениям . Получил 30 авторских свидетельств. Соавтор научного открытия «Явление разрыва доменных стенок в ферромагнетиках под воздействием магнитных полей» (1975).
Лауреат премии имени М. В. Ломоносова (1972) в составе авторского коллектива за цикл работ «Исследование импульсного перемагничивания тонких плёнок».